# Piero Gnudi
Piero Gnudi (Bologna, 17 mei 1938) is een Italiaans econoom en politicus en is een voormalig Italiaanse Minister (zonder portefeuille) van Toerisme, Sport en Regionale Zaken in het Kabinet-Monti onder premier Mario Monti.
Gnudi studeerde in 1982 af aan de universiteit van Bologna in ‘economie en handel’.
Hij was voorzitter van de energiegroep Enel van mei 2002 tot april 2011. Als raadgever van de Minister van Industrie in 1995, maakte hij deel uit van het IRI sinds 1994. Hij was verantwoordelijk voor de privatisering in 1997, gedelegeerd bestuurder in 1999. Hij was lid van de raad van bestuur van Confindustria, Assonime en lid van het uitvoerend comité van het Aspeninstituut en ook van de raad van UniCredit Italië.
Op 6 november 2011 legde hij, op vraag van Mario Monti, de eed af als Minister van Toerisme, Sport en Regionale Zaken.